# Антіок (Каліфорнія)
Антіок (англ. Antioch) — місто (англ. city) в США, в окрузі Контра-Коста штату Каліфорнія. Населення — 115 291 особа (2020).

## Географія
Антіок розташований за координатами 37°58′39″ пн. ш. 121°47′51″ зх. д. / 37.97750° пн. ш. 121.79750° зх. д. (37.977541, -121.797618).  За даними Бюро перепису населення США в 2010 році місто мало площу 75,32 км², з яких 73,42 км² — суходіл та 1,90 км² — водойми.

### Клімат
| Клімат : Антіок                                                              | Клімат : Антіок | Клімат : Антіок | Клімат : Антіок | Клімат : Антіок | Клімат : Антіок | Клімат : Антіок | Клімат : Антіок | Клімат : Антіок | Клімат : Антіок | Клімат : Антіок | Клімат : Антіок | Клімат : Антіок | Клімат : Антіок |
| Показник                                                                     | Січ.            | Лют.            | Бер.            | Квіт.           | Трав.           | Черв.           | Лип.            | Серп.           | Вер.            | Жовт.           | Лист.           | Груд.           | Рік             |
| Абсолютний максимум, °C                                                      | 26,1            | 26,1            | 31,1            | 34,4            | 40,0            | 47,2            | 43,3            | 42,8            | 42,8            | 38,9            | 30,6            | 23,9            | 47,2            |
| Середній максимум, °C                                                        | 12,2            | 15,7            | 18,6            | 22,0            | 25,9            | 30,1            | 32,8            | 32,2            | 30,2            | 25,2            | 18,0            | 12,7            | 22,9            |
| Середня температура, °C                                                      | 7,6             | 10,3            | 12,5            | 14,9            | 18,4            | 21,7            | 23,6            | 23,0            | 21,6            | 17,7            | 12,1            | 7,9             | 15,9            |
| Середній мінімум, °C                                                         | 2,8             | 5,0             | 6,3             | 8,0             | 10,8            | 13,5            | 14,2            | 13,8            | 12,9            | 10,2            | 6,2             | 3,0             | 8,9             |
| Абсолютний мінімум, °C                                                       | −6,7            | −3,9            | −2,8            | −2,2            | 0,0             | 1,7             | 5,0             | 6,1             | 5,0             | −2,2            | −4,4            | −7,8            | −7,8            |
| Норма опадів, мм                                                             | 71              | 62              | 51              | 23              | 9               | 2               | 1               | 1               | 5               | 16              | 40              | 56              | 336             |
| Днів з опадами                                                               | 10              | 9               | 9               | 5               | 2               | 1               | 0               | 0               | 1               | 2               | 6               | 9               | 55              |
| ---------------------------------------------------------------------------- | --------------- | --------------- | --------------- | --------------- | --------------- | --------------- | --------------- | --------------- | --------------- | --------------- | --------------- | --------------- | --------------- |
| Джерело: Western Regional Climate Center (normals and extremes 1955–present) |                 |                 |                 |                 |                 |                 |                 |                 |                 |                 |                 |                 |                 |

## Демографія
Згідно з переписом 2010 року, у місті мешкали 102 372 особи в 32 252 домогосподарствах у складі 25 023 родин. Густота населення становила 1359 осіб/км².  Було 34849 помешкань (463/км²).
Расовий склад населення:
| - 48,9 % — білих - 17,3 % — чорних або афроамериканців - 10,5 % — азіатів - 0,9 % — корінних американців - 0,8 % — вихідців з тихоокеанських островів - 14,0 % — осіб інших рас |

До двох чи більше рас належало 7,7 %. Частка іспаномовних становила 31,7 % від усіх жителів.
За віковим діапазоном населення розподілялося таким чином: 28,1 % — особи молодші 18 років, 63,1 % — особи у віці 18—64 років, 8,8 % — особи у віці 65 років та старші. Медіана віку мешканця становила 33,8 року. На 100 осіб жіночої статі у місті припадало 94,8 чоловіків;  на 100 жінок у віці від 18 років та старших — 91,7 чоловіків також старших 18 років.
Середній дохід на одне домашнє господарство  становив 77 771 долар США (медіана — 64 329), а середній дохід на одну сім'ю — 83 886 доларів (медіана — 70 583). Медіана доходів становила 53 664 долари для чоловіків та 46 515 доларів для жінок. За межею бідності перебувало 15,4 % осіб, у тому числі 22,7 % дітей у віці до 18 років та 8,0 % осіб у віці 65 років та старших.
Цивільне працевлаштоване населення становило 46 161 осіб. Основні галузі зайнятості: освіта, охорона здоров'я та соціальна допомога — 24,0 %, роздрібна торгівля — 13,7 %, науковці, спеціалісти, менеджери — 11,3 %, мистецтво, розваги та відпочинок — 9,5 %.